# Abraham Breguet
Pour les articles homonymes, voir Breguet.
Abraham-Louis Breguet, né à Neuchâtel le 10 janvier 1747 et mort à Paris le 17 septembre 1823, est un horloger et physicien français d'origine neuchâteloise, actif à son compte à Paris depuis 1775, nommé horloger de la marine et artiste adjoint au Bureau des Longitudes en 1815, et membre de l'Académie des sciences en 1816.

## Biographie
Il est né en 1747 à Neuchâtel (aujourd'hui la capitale du canton suisse du même nom mais alors une principauté du royaume de Prusse) dans une famille ayant la bourgeoisie de Neuchâtel. Il est le grand-père de Louis Breguet.
Breguet ne révèle, de prime abord, aucune disposition particulière. Lors de sa quinzième année, il est placé en apprentissage d’horlogerie par son beau-père, lui-même horloger, aux Verrières, dans le Val-de-Travers. Il perd ensuite sa mère et son beau-père, et se voit chargé de pourvoir à l’existence de sa sœur aînée.
Abraham-Louis poursuit ensuite sa formation à Versailles et y reste dix années durant lesquelles il rencontre Ferdinand Berthoud et Jean-Antoine Lépine qui lui enseignent l’art de l’horlogerie. Après avoir longuement étudié dans ce domaine, il fonde en 1775 la maison d’horlogerie Breguet à Paris, 39 quai de l'Horloge, sur l'île de la Cité. Cinq ans plus tard, il est connu au niveau international grâce aux fabuleux perfectionnements apportés à des montres alors déjà inventées.
Il perfectionne les montres perpétuelles qui se remontent toutes seules par le mouvement qu’on leur imprime en marchant, invente des ressorts-timbres, des cadratures de répétition, des échappements de toutes sortes, d’une délicatesse et d’une précision inouïes jusqu’alors, et emploie le premier les rubis en horlogerie pour les parties frottantes. Il est le concepteur de la montre-bracelet, en 1812, et du mécanisme tourbillon.
Cet habile mécanicien dans l’art de l’horlogerie devint alors rapidement un maître dans son art, inventant et fabriquant des instruments scientifiques pour les physiciens et les astronomes. Il enrichit la science d’un grand nombre de chronomètres, de pendules astronomiques, d’horloges marines et de thermomètres métalliques. L’établissement commercial qu’il fonda fut bientôt célèbre. On raconte qu’un des premiers artistes de l’Angleterre en ce genre, John Arnold, ayant eu l’occasion de voir un des ouvrages sortis de ses mains, conçut de lui une telle estime qu’il fit exprès le voyage de Paris pour venir lui rendre hommage. Les deux rivaux se lièrent d’amitié et Breguet confia à son nouvel ami son fils Louis qui promettait de marcher sur leurs traces.
Breguet devient maître horloger en 1784. Cinq ans plus tard, dans un climat de terreur consécutif à la Révolution française, Marat, un ami d’Abraham-Louis, conseille à ce dernier de quitter la France. Ce dernier avait effectivement été fournisseur à la cour de la reine. Breguet se réfugie donc en Suisse. Il y reste durant trois ans et s’établit tour à tour dans les villes de Genève, de Fribourg et du Locle. Abraham-Louis revient à Paris en 1792 après avoir acquis la citoyenneté française. La maison Breguet est alors à son plus haut niveau grâce à son succès commercial.

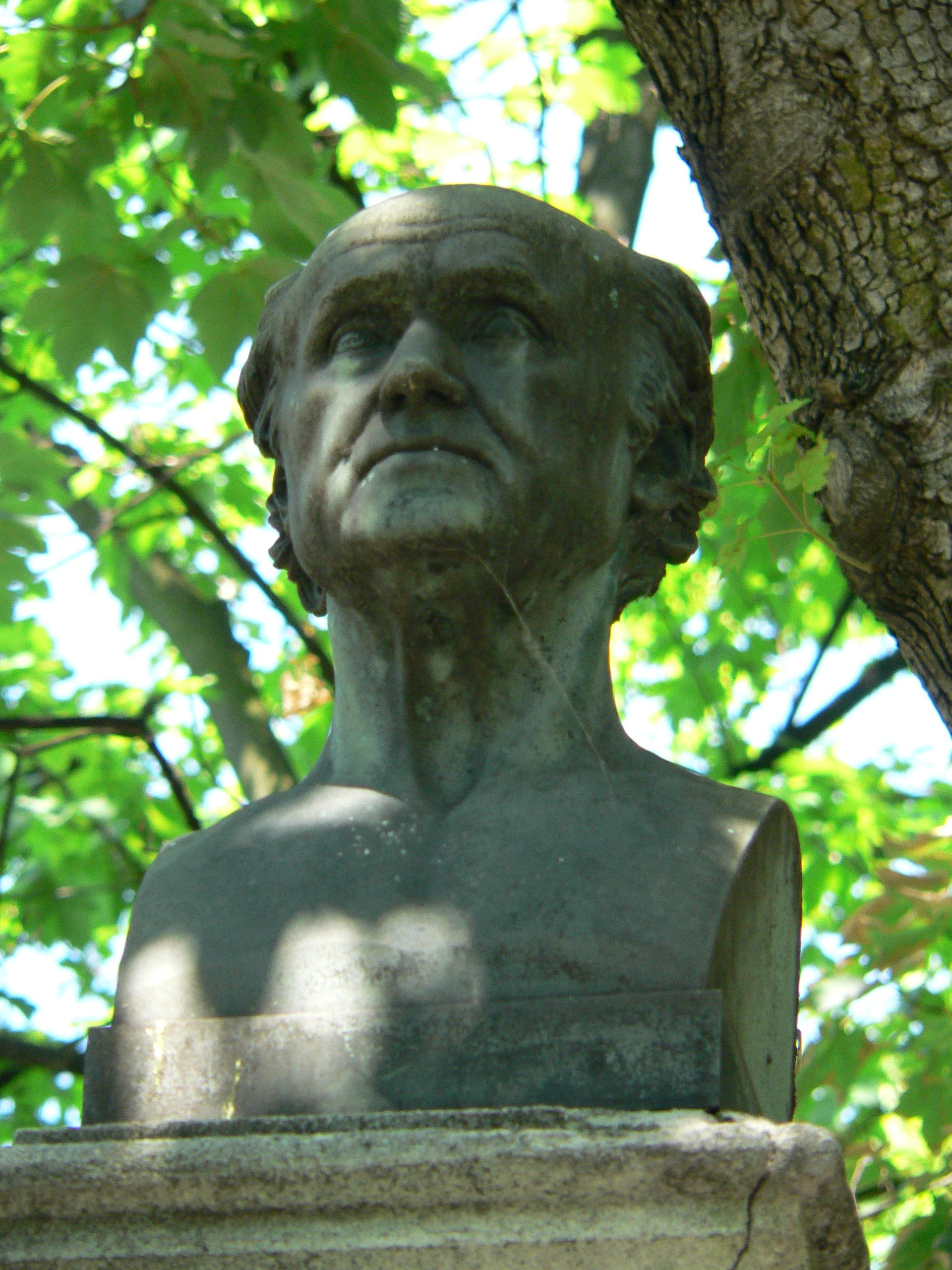
Buste de Breguet
au cimetière du Père-Lachaise.

Dès lors, toute sa carrière ne fut plus qu’une longue suite d’inventions et de perfectionnements. « II a porté à un degré extraordinaire l’art le plus difficile peut-être, et sans doute l’un des plus importants que l’industrie humaine ait produits, celui de mesurer le temps avec précision. Il a enrichi d’une multitude de procédés nouveaux le commerce de l’horlogerie, la navigation, l’astronomie et la physique. […] M. Breguet a perfectionné successivement toutes les branches de son art. Les plus importantes sont celles qui lui doivent le plus de progrès, et ce qui est remarquable, elles ont reçu de lui presque toujours une simplicité inattendue. »
En 1810, il fabrique la première montre bracelet qu’il vend en 1812 à Caroline Murat, alors reine consort de Naples.
Après la mort de Berthoud, Breguet fut choisi pour le remplacer comme horloger de la marine, et le Bureau des longitudes l’admit au nombre de ses membres. Puis, par ordonnance royale de 1816, il prit place à l’Académie des sciences, section de mécanique. Il était également chevalier de la Légion d'honneur.
Lorsque la mort le surprit, Breguet s’occupait d’un grand travail sur l’horlogerie : la rédaction d'un traité d'horlogerie en deux sections : L’horlogerie dite civile et L’horlogerie à usage des sciences. Il est inhumé au cimetière du Père-Lachaise.

## Postérité
La maison Breguet est alors reprise par son fils Antoine-Louis. À la suite d'une faillite en 1987, la prestigieuse maison est rachetée par Investcorp puis par le Swatch Group en 1999, elle est depuis délocalisée à L'Abbaye, village de la vallée de Joux dans le canton de Vaud en Suisse où la défunte Nouvelle Lémania lui est rattachée.
Son petit-fils, Louis Breguet, participa avec Antoine Masson à la réalisation d’une bobine d’induction perfectionnée par Heinrich Daniel Ruhmkorff (bobine de Ruhmkorff).

## Inventions

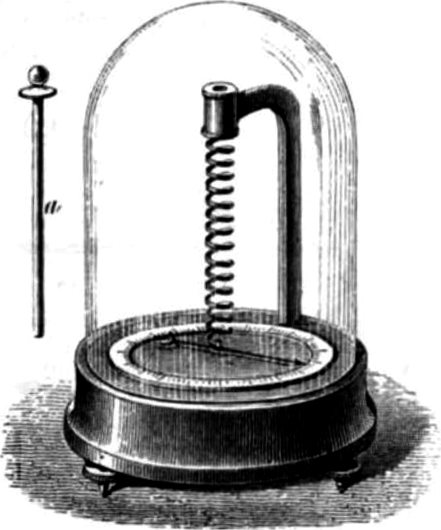
Thermomètre entièrement métallique de Breguet, remarquable par sa grande sensibilité.

De toutes les inventions d’Abraham-Louis, nous présenterons principalement celles relatives aux montres, bien que celui-ci ait également découvert de nombreux mécanismes pour les chronomètres et les pendules. Il fabrique tout d’abord des montres qu’il qualifie de « simples ». En effet, celles-ci sont dépourvues de complications mécaniques et n’ont pas de prétention chronométrique.
Il développe d’autre part des montres « à tact » qui possèdent une aiguille à l’extérieur de leur boite et douze boulons répartis autour d’elle. Lorsque l’on pousse l’aiguille jusqu’à ce qu’elle se bloque automatiquement, le positionnement de cette dernière par rapport aux douze boulons détermine l’heure.
En 1783, il invente le ressort-timbre pour les montres à répétition.
En 1790, il dévoile un dispositif anti-choc « pare-chute ».
En 1795, il invente un spiral, dit « spiral Breguet » dont la courbe terminale se trouve sur un plan différent afin que ce spiral se développe concentriquement,.

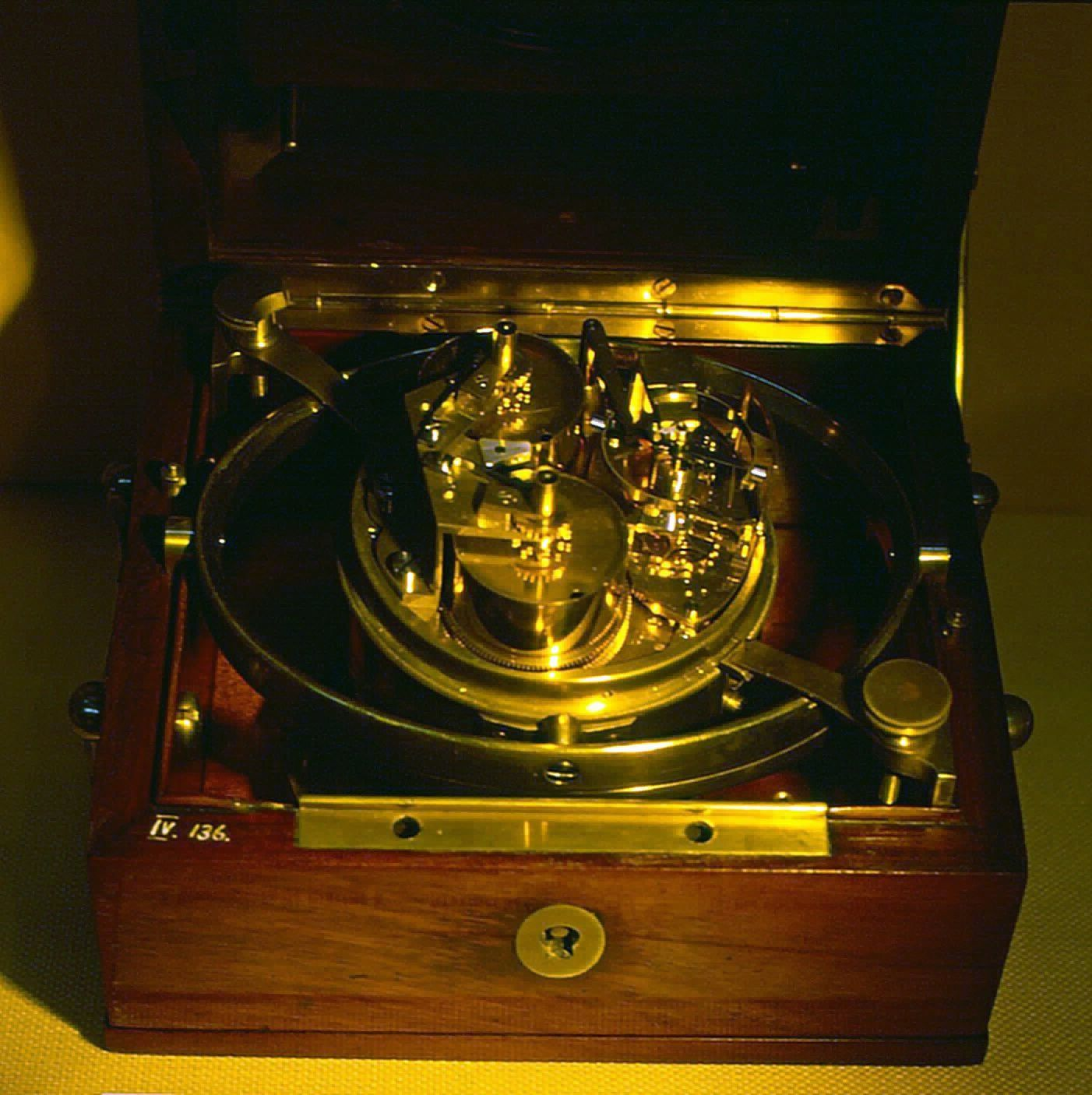
Un chronomètre de marine à double barillet signé Breguet, vers 1815.

Breguet est avant tout connu pour avoir inventé le Tourbillon. Cette invention est déposée en 1801 mais n'est dévoilée au public qu’en 1806. Le Tourbillon est le nom donné à un mécanisme qui permet d’équilibrer les différentes pièces qui se trouvent dans une montre. En effet, avant cette invention, le balancier et le spiral de la montre subissaient des défauts chronométriques dus à l'influence de la gravité sur la roue d'échappement, qui se trouve toujours dans une position verticale dans une montre de poche portée, ce qui compromet la précision. Pour résoudre ce problème il fallait que « le centre de gravité du système balancier-spiral soit au centre de rotation et s'y maintienne pendant les oscillations ». Breguet trouve une solution à ce problème lors d’un séjour en Suisse. Il invente un mécanisme qui impose, à rythme régulier, une rotation à l’ensemble échappement-balancier qui, se trouvant alors toutes les positions, permet de compenser les effets la gravité et également d'améliorer la lubrification en évitant que les huiles ne se figent. La rotation du Tourbillon de Breguet est alors d’un tour par minute. Depuis 1801, le mécanisme a été amélioré par de nombreuses maisons d'horlogerie ; par exemple, le Quadruple Tourbillon de Greubel Forsey, le Gyrotourbillon de Jaeger-leCoultre ou le tourbillon Tri-axial de Thomas Prescher.
Breguet est connu notamment pour avoir amélioré le remontage automatique, en répartissant le couple de la masse oscillante sur deux barillets, ce qui permet d'éviter l'usure. Mais l'inventeur de la montre automatique, est selon les sources, soit Perrelet, soit plus probablement Sarton. Dans son principe de fonctionnement, la montre automatique se recharge grâce aux mouvements de celui qui la porte. Son mécanisme est pourvu d'une masse ou « rotor » qui, par l'intermédiaire d'un rouage démultiplicateur, remonte le ressort moteur de la montre, au moindre geste de son porteur. Cette montre, appelée perpétuelle, est un énorme succès. 
En 1783 l’officier de la garde de la Reine de France Marie-Antoinette fit à Breguet la commande d'une montre extrêmement sophistiquée. Guillotinée en 1793, la reine ne put recevoir cette Breguet Numéro 160 dite « Marie-Antoinette » qui ne fut achevée qu’en 1802 et qui contenait toutes les complications existant à l’époque.
Parmi les clients célèbres de Breguet, nous pouvons citer le roi Louis XVI, Marie-Antoinette, le duc d’Orléans, Napoléon, Talleyrand, l’impératrice Joséphine, la reine Victoria et Winston Churchill.

### Sources et bibliographie
: document utilisé comme source pour la rédaction de cet article.
- Céline Borello, « Abraham-Louis Breguet », in Patrick Cabanel et André Encrevé (dir.), Dictionnaire biographique des protestants français de 1787 à nos jours, tome 1 : A-C, Les Éditions de Paris Max Chaleil, Paris, 2015, p. 460-461  (ISBN 978-2846211901)
- Emmanuel Breguet, Breguet horloger depuis 1775, vie et postérité d'Abraham-Louis Breguet (1747-1823), Paris, éd. Alain de Gourcuff, 1997, rééd. 2001  (ISBN 978-2-909838-17-5)
- Emmanuel Breguet, Nicole Minder et Rodolphe de Pierri, Abraham-Louis Breguet. L'horlogerie à la conquête du monde, Paris, Somogy, 2011  (ISBN 978-2-7572-0267-8)
- E. Haag, La France protestante, t. III, Paris, Librairie Sandoz et Fischbacher, 1881, p. 100.
- Jacques-Alphonse Mahul, Annuaire nécrologique, ou Supplément annuel et continuation de toutes les biographies ou dictionnaires historiques, 4e année, 1823, Paris : Ponthieu, 1824, p. 24-30
- Joseph Fourier, Éloge historique de M. Breguet, lu le 5 juin 1826, dans Mémoires de l'Académie des sciences de l'Institut de France, Gauthier-Villars, Paris, 1827, tome 7, p. XCII-CIX (lire en ligne).
- Paul Marmottan, Une grande marque d'horlogerie française sous Napoléon : Abraham-Louis Breguet, Paris : L. Maretheux, 1923, 2 pl.